# تان يانغ
تان يانغ (بالصينية: 谈杨) (9 يناير 1989 بووهان في الصين - ) هو لاعب كرة قدم صيني في مركز الهجوم. شارك مع منتخب الصين لكرة القدم. أما مع النوادي، فقد لعب مع جيجيانغ غرينتاون ومافرا وهيبي شينا فورشن ونادي فارنزي.

## وصلات خارجية
- تان يانغ على موقع قاعدة بيانات كرة القدم.إي يو (الإنجليزية)
- تان يانغ على موقع ناشيونال فوتبول تيمز (الإنجليزية)
- تان يانغ على موقع Soccerway.com (الإنجليزية)